# Victrix causa deis placuit, sed victa Catoni

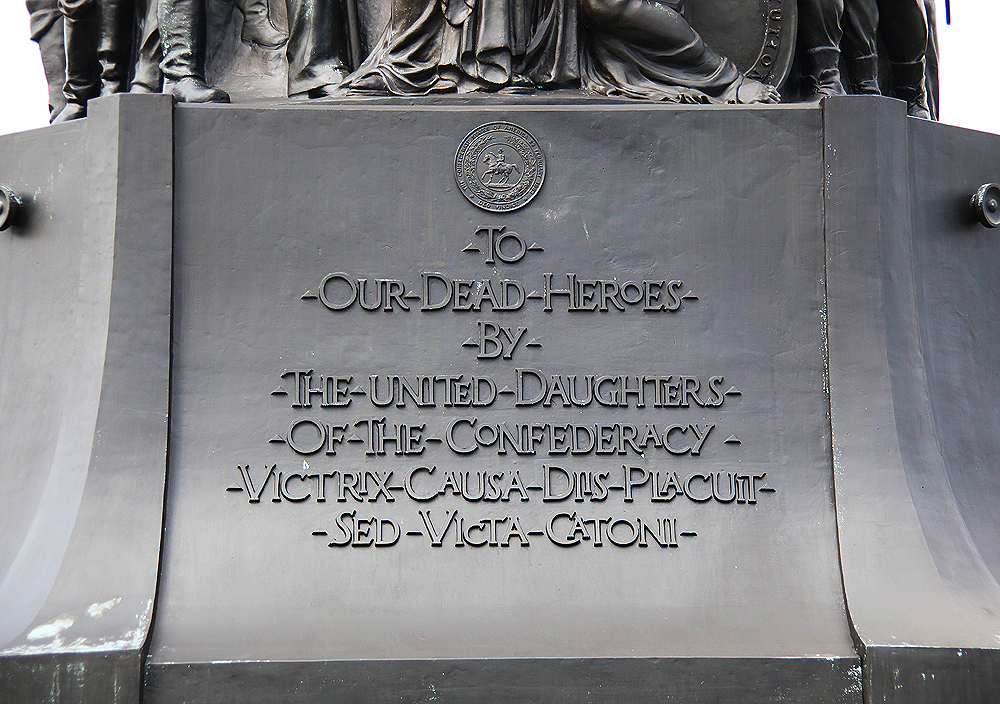
Das Zitat auf dem Denkmal für die Gefallenen der Konföderierten im amerikanischen Sezessionskrieg, Nationalfriedhof Arlington, Virginia

Victrix causa deis placuit, sed victa Catoni ist eine sprichwörtlich gewordene lateinische Sentenz aus Lukans Pharsalia (Bellum civile – „Der Bürgerkrieg“), Buch I, 128: „Die siegreiche Sache gefiel den Göttern, aber die besiegte dem Cato.“

## Kontext
Die „siegreiche Sache“ ist diejenige Caesars, der in der Schlacht von Pharsalos 48 v. Chr. seinen Gegenspieler Pompeius geschlagen hatte und dadurch der Alleinherrschaft einen entscheidenden Schritt näher gekommen war. Die „besiegte Sache“ ist die der republikanischen Verfassung, an der Marcus Porcius Cato der Jüngere mit hohem Idealismus festhielt.
Der Satz ist bei Lukan keine Äußerung Catos, sondern eine Reflexion des Chronisten, der der Schicksalsmacht der Götter die moralische Autorität Catos ironisch gegenüberstellt.

## Wirkungsgeschichte
Im Zitat wird der Satz gewöhnlich als Selbstaussage verstanden: Der in einer Sache Unterlegene weigert sich, den zufälligen Ausgang als qualitatives Urteil anzuerkennen, und besteht auf der Richtigkeit seines (gescheiterten) Anliegens.

„Die Zeitläufte, finde ich, verdienen als Motto gar sehr den lateinischen Spruch von der siegreichen Sache, die den Göttern – und der besiegten, die dem Cato gefallen hat. Ich leugne nicht, daß ich dem Verse seit langem die gefühlteste Sympathie entgegenbringe – der heiteren Gefaßtheit wegen, womit die Vernunft sich darin ihre Würde salviert gegen die Entscheidung des blinden Schicksals. Dies ist das Seltenste auf Erden; das Gemeine ist eine schamlose Untreue gegen die causa victa und ein Capitulieren vor dem Erfolge, das mich erbittert wie nichts in der Welt!“

Zu den Anhängern des Gedankens gehörte auch die Philosophin Hannah Arendt. So führte sie ihn in ihrer Korrespondenz mit Karl Jaspers an, und der Satz fand sich auch in dem Schreibmaschinenmanuskript, bei dessen Bearbeitung sie 1975 verstarb.